# Willy Bastian
Willy Karl Ernst Bastian (* 5. Januar 1893 in Kieth, ehemaliger Ortsteil von Linstow bei Krakow; † 24. Januar 1970 in Schwerin) war ein deutscher Prähistoriker und Denkmalpfleger.

## Leben
Willy Bastian absolvierte in Berlin ein Pädagogikstudium und besuchte nebenher Vorlesungen des Prähistorikers Albert Kiekebusch. Danach war er ab 1923 im Ostseebad Wustrow auf dem Fischland als Lehrer tätig. Sein durch die Vorlesungen gewecktes Interesse an der Ur- und Frühgeschichte fand sich in seinem Wirken als Heimatkundler. Er schuf dort die wohl größte mecklenburgische Privatsammlung an Artefakten. 
1935 erfolgte die Berufung an das Mecklenburgische Landesmuseum Schwerin, wo er sich der Neuaufstellung einer großen ur- und frühgeschichtlichen Schausammlung im Schweriner Schloss widmete. 1935 wurde er ebenfalls Mitglied im Verein für mecklenburgische Geschichte und Altertumskunde. Er hatte die Position des stellvertretenden Denkmalpflegers des Landes Mecklenburg inne, verwaltete den Bereich der vor- und frühgeschichtlichen Denkmale und war am Aufbau einer ehrenamtlichen Pflegeorganisation beteiligt. 1938 erhielt er für sein Wirken den John-Brinckman-Preis, 1939 den Titel Museumsrat. Mit Kriegsbeginn wurde er 1939 zum Wehrdienst eingezogen und kehrte erst zu Beginn der 1950er Jahre aus der Kriegsgefangenschaft zurück.
Die Prähistoriker Robert Beltz und Wilhelm Unverzagt gehörten zu den Gründungsmitgliedern der so genannten „Burgwallarbeitsgemeinschaft“, die 1927 bis 1929 auch die erste Burgwallkartei für Mecklenburg erarbeitete. Diese systematische Burgwallaufnahme führte Willy Bastian in den Jahren von 1953 bis 1970 als Leiter des Forschungsunternehmens „Burgwallaufnahme Mecklenburg“ beim Institut für Vor- und Frühgeschichte der Deutschen Akademie der Wissenschaften zu Berlin fort.

## Schriften (Auswahl)
- Das Steinzeitliche Fischland. In: Mecklenburgische Monatshefte. Bd. 3, 1927, S. 350–351, (Digitalisat (PDF; 721,48 KB)).
- Stand der Erforschung früher und nacheiszeitlicher Kulturen in Mecklenburg mit besonderer Berücksichtigung des Nordostens. In: Mecklenburgische Monatshefte. Bd. 9, 1933, S. 163–165, (Digitalisat (PDF; 268,75 KB)).
- Der Boddenfund, eine nordische Faustkeilkultur von altsteinzeitlichem Gepräge. Diesterweg, Frankfurt am Main 1935.
- Zwei Großsteingräber von Müggenhall, Kreis Stralsund, und ihre Keramik. In: Bodendenkmalpflege in Mecklenburg. Jahrbuch. 1953, ISSN 0067-9461, S. 26–44.
- Das dünnackige Flintbeil in Mecklenburg und seine Bedeutung für die Entstehung der Megalith- und der östlichen Einzelgrabkultur. In: Bodendenkmalpflege in Mecklenburg. Jahrbuch. 1954, S. 37–60.
- Mittelslawische Höhenburgen mit Hang- und Böschungsanlagen in Mecklenburg. In: Bodendenkmalpflege in Mecklenburg. Jahrbuch. 1955, S. 155–177.
- Camin im Kreise Hagenow: eine siedlungskundliche Untersuchung seiner Gemarkung. In: Bodendenkmalpflege in Mecklenburg. Jahrbuch. 1956, S. 160–200.
- Die Hafen- und Stromburgen im ehemaligen Land Barth und die Burg und Vitte in Ahrenshoop. In: Bodendenkmalpflege in Mecklenburg. Jahrbuch. 1959, S. 192–228.
- Das jungsteinzeitliche Flachgräberfeld von Ostorf, Kreis Schwerin. In: Bodendenkmalpflege in Mecklenburg. Jahrbuch. 1961, S. 7–130.
- Beobachtungen in Burg und Siedlung Alt-Gaarz, Kr. Doberan. Ein Beitrag zur Lage von Rerik. In: Paul Grimm (Hrsg.): Varia Archaeologica. Wilhelm Unverzagt zum 70. Geburtstag dargebracht (= Deutsche Akademie der Wissenschaften zu Berlin. Schriften der Sektion für Vor- und Frühgeschichte. Bd. 16, ZDB-ID 517961-0). Akademie-Verlag, Berlin 1964, S. 237–254.